# بخش شاندیز
بخش شاندیز یکی از بخش‌های شهرستان طرقبه شاندیز در استان خراسان رضوی ایران است. تأسیس این بخش در جلسه هیئت وزیران در تاریخ ۲۹ مهر ۱۳۸۶ به تصویب رسید.

## تقسیمات کشوری
بخش شاندیز دارای دو دهستان و یک شهر است:
- دهستان‌ها:
  - دهستان ابرده
  - دهستان شاندیز
- شهر: شاندیز (مرکز بخش)

## جمعیت
بنابر سرشماری مرکز آمار ایران، جمعیت بخش شاندیز در سال ۱۳۹۰ برابر ۳۰٬۹۸۱ نفر (۸٬۹۶۵ خانوار) است.